# Tønder Nissen

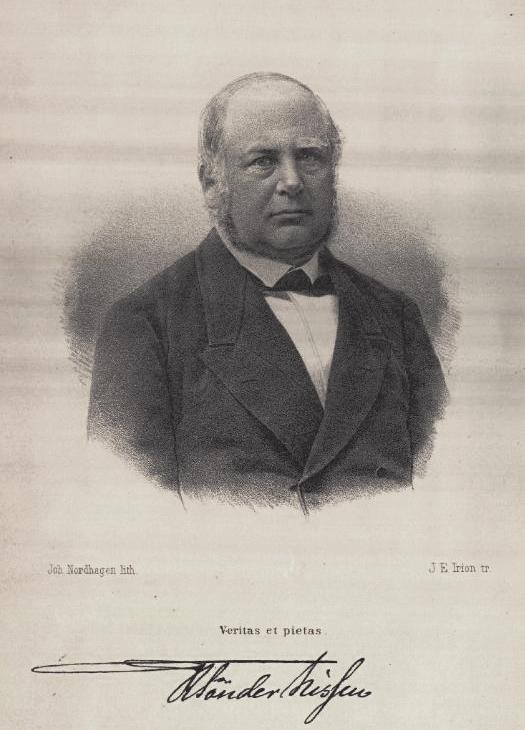
Tønder Nissen.

Rasmus Tønder Nissen, född den 14 januari 1822 i Melhus socken, död den 19 januari 1882 i Kristiania (nuvarande Oslo), var en norsk kyrkohistoriker. Han var kusin till Hartvig Nissen.
Nissen blev candidatus theologiæ 1843 samt var sedan lärare och inspektör vid kusinens skola till 1854, då han blev lektor vid Kristiania universitet. År 1864 blev han professor i teologi med kyrkohistoria som huvudämne. Nissen var ledamot av flera kyrkliga och pedagogiska kommittéer och från den 1 januari 1875 till sin död statsråd och chef för Kyrkodepartementet i Frederik Stangs och Chr.A. Selmers strängt konservativa ministärer. 
Nissen utgav flera läroböcker i världshistoria och en Kirkehistorie (1867, många upplagor; svensk översättning "Kyrkohistoria för skolan och hemmet", 1867; 8:e upplagan 1895). I Luthersk Kirketidende, I (1863) författade han en lång artikelserie om "religiösa rörelser och kyrkliga förhandlingar i Sverige". Hans huvudverk, De nordiske kirkers historie, utgavs efter hans död av Th.G.B. Odland (1884). 
Vid Köpenhamns universitets jubelfest 1879 kreerades Nissen till hedersdoktor. Han var medlem av Videnskabsselskabet i Kristiania från dess stiftande 1857 och av Det Kongelige Norske Videnskabers Selskab i Trondhjem från 1864. Nissen blev riddare av Sankt Olavsorden 1874 och kommendör av första klassen 1880. Nissen var även kommendör av Nordstjärneorden.